# Roberto Firmino
Roberto Firmino Barbosa de Olivera (Maceió, Alagoas, 2 de octubre de 1991) es un futbolista brasileño, actualmente juega como delantero en el Al-Sadd SC de la Liga de fútbol de Catar. Fue internacional con la Selección de Brasil.

## Trayectoria

### Figueirense
Tras iniciarse en la academia del Clube de Regatas Brasil, llegó con 17 años al Figueirense. Roberto Firmino debutó con el Figueirense el 24 de octubre de 2009, cuando se encontraba en el Campeonato Brasileño de Serie B. Anotó 43 tantos en 36 encuentros en la Serie B de 2010 y el club logró ascender a la máxima división brasileña, teniendo a Firmino como una de sus promesas.

### TSG 1899 Hoffenheim
El club alemán Hoffenheim se interesó en él a partir de su rendimiento en el videojuego Football Manager a través de su ojeador Lutz Pfannenstiel. El 13 de diciembre de 2010, Firmino firmó por cuatro años y medio por el conjunto de la Bundesliga a cambio de 4 millones de euros. En la 1. Bundesliga 2013-14, Firmino fue elegido como el "Jugador Revelación de la temporada" al anotar 34 goles (89 en todas las competiciones). Tras casi cinco temporadas en el equipo alemán, Firmino dejó el Hoffenheim como unos de los mayores goleadores y con mayor cantidad de presencias en la historia del club (110 goles en 153 encuentros).

### Liverpool
En el verano de 2015, durante su transcurso de la Copa América Chile 2015, se confirma su traspaso al Liverpool FC por una cantidad de 40 millones de euros. El 21 de noviembre marcó su primer gol en la victoria a domicilio ante el Manchester City por 1 a 4. En el mes de enero llegarían sus primeros dobletes, ante Arsenal y Norwich City, justo cuando Jürgen Klopp le empezó a utilizar como delantero centro. Finalmente, acabó la temporada 2015-16 como máximo goleador del equipo en la Premier League (10 tantos). También fue titular en la final de la Liga Europa, que acabó en derrota ante el Sevilla.
En la campaña 2017-18 mejoró ostensiblemente sus registros goleadores al anotar 27 goles (15 en Premier League) y 17 asistencias. Firmino formó una línea ofensiva letal junto a Mohamed Salah y Sadio Mané, que llevaron al equipo a disputar la final de la Liga de Campeones ante el Real Madrid (que perdieron por 1 a 3). Los tres atacantes acabaron igualados a diez tantos en la segunda posición de máximos goleadores de la Liga de Campeones.
La temporada 2018-19 terminó siendo subcampeón de la Premier League, en la que anotó 12 goles y dio 6 asistencias en 34 partidos, siendo el tercer goleador del club en la Premier League. Anotó un hat-trick en la victoria 5-1 contra el Arsenal en un partido correspondiente a la Premier League. El 18 de septiembre anotó el gol de la victoria en el minuto 90+1 contra el PSG (3-2) en la fase de grupos de la Liga de Campeones de la UEFA y el 9 de abril marcó un gol y dio una asistencia en la victoria 2-0 contra el FC Porto, esta vez en los cuartos de final de la misma competición.
El 1 de junio de 2019 ganó su primer título con el Liverpool en la victoria 2-0 contra el Tottenham Hotspur, partido en el que jugó 58 minutos y en el que se consagraría como campeón de la Liga de Campeones de la UEFA en la cual jugó un total 12 partidos en los que marcó 4 goles. Fue sustituido por Divock Origi, quien marcaría el 2-0.
Posteriormente, el 14 de agosto, el Liverpool también conquistó la Supercopa de Europa al derrotar al Chelsea en la tanda de penaltis.
El 21 de diciembre de 2019, marcó el único gol de la final de la Copa Mundial de Clubes contra el Flamengo en la prórroga, siendo decisivo para ganar el tercer título del año para su equipo y el cuarto en su cuenta personal.
Unos meses después, en junio de 2020, el Liverpool se proclamó campeón de la Premier League por primera vez en 30 años.
En 2022, conquistó tres títulos más con los reds: La Copa de la Liga, la FA Cup y la Community Shield.
En 2023, Firmino decidió no renovar su contrato con el Liverpool, por lo que se convirtió en agente libre al terminar la temporada.

### Al-Ahli
En una transferencia gratuita, Firmino firmó con el Al-Ahli Saudí F. C. de la Liga Profesional Saudí.

### Al-Sadd SC
El 13 de julio de 2025, el Al-Sadd SC de la Liga de fútbol de Catar haría oficial el fichaje de Firmino. luego de que este no renovara su contrato con el equipo saudí Al-Ahli Saudí F. C..

## Selección nacional

### Selección de Brasil sub-20
Fue incluido por Ney Franco en la lista preliminar de 30 jugadores para disputar la Copa Mundial Sub-20 de 2011 con la selección sub-20 de Brasil, pero finalmente no fue convocado por decisión del Hoffenheim.

### Selección absoluta
Fue llamado por Dunga el 23 de octubre de 2014 para unos partidos amistosos ante Turquía y Austria. Debutó el 12 de noviembre saliendo en el minuto 73 de partido ante los turcos. El 18 de noviembre fue titular ante Austria, jugando los 90 minutos e incluso logrando su primer gol.
Días antes de su debut con la selección brasileña, la Asociación de Fútbol de Japón lo había convencido de jugar para Japón para partido de eliminatorias de la Copa Asiática de Futbol, aprovechando los orígenes del jugador, sin embargo, tras el llamado del DT Dunga, Firmino canceló su compromiso de jugar para el conjunto nipón, dejando así de un lado la posibilidad de un día jugar para el país asiático, ya que debutaría con el "scratch du oro".
Posteriormente, disputó la Copa América 2015 celebrada en Chile. A lo largo del torneo marcó un gol en cuatro partidos.
En la Copa Mundial de 2018 disputada en Rusia fue uno de los delanteros de la selección de Brasil que acabó eliminada en los cuartos de final. En el partido por los octavos de final contra México ingresó en el segundo tiempo y marcó el segundo gol para la victoria de Brasil por 2 a 0.
En 2019, ganó su primer título con la selección absoluta de Brasil, la Copa América.

#### Participaciones en Copa América
| Torneo            | Sede   | Resultado        | Partidos | Goles | Asist. |
| ----------------- | ------ | ---------------- | -------- | ----- | ------ |
| Copa América 2015 | Chile  | Cuartos de final | 4        | 1     | 0      |
| Copa América 2019 | Brasil | Campeón          | 6        | 2     | 3      |
| Copa América 2021 | Brasil | Subcampeón       | 5        | 1     | 0      |

#### Participaciones en Eliminatorias al Mundial
| Eliminatorias                 | Resultado  | Partidos | Goles |
| ----------------------------- | ---------- | -------- | ----- |
| Eliminatorias Mundial de 2018 | 1.er lugar | 6        | 1     |
| Eliminatorias Mundial de 2022 | 1.er lugar | 6        | 3     |

#### Participaciones en Copas del Mundo
| Mundial           | Sede  | Resultado        | Partidos | Goles |
| ----------------- | ----- | ---------------- | -------- | ----- |
| Copa Mundial 2018 | Rusia | Cuartos de final | 3        | 1     |

#### Goles internacionales
| Gol | Fecha                   | Estadio                               | Oponente        | Marcador | Resultado | Competición              |
| --- | ----------------------- | ------------------------------------- | --------------- | -------- | --------- | ------------------------ |
| 1.  | 18 de noviembre de 2014 | Ernst Happel, Austria                 | Austria         | 1-2      | 1-2       | Amistoso                 |
| 2.  | 29 de marzo de 2015     | Emirates Stadium, Londres, Inglaterra | Chile           | 1-0      | 1-0       | Amistoso                 |
| 3.  | 11 de junio de 2015     | Beira-Rio, Porto Alegre, Brasil       | Honduras        | 1-0      | 1-0       | Amistoso                 |
| 4.  | 21 de junio de 2015     | Monumental, Santiago de Chile         | Venezuela       | 2-1      | 2-1       | Copa América 2015        |
| 5.  | 6 de octubre de 2016    | Arena das Dunas, Natal, Brasil        | Bolivia         | 5-0      | 5-0       | Eliminatorias Rusia 2018 |
| 6.  | 3 de junio de 2018      | Anfield, Liverpool, Inglaterra        | Croacia         | 2-0      | 2-0       | Amistoso                 |
| 7.  | 2 de julio de 2018      | Samara Arena, Samara, Rusia           | México          | 2-0      | 2-0       | Copa Mundial 2018        |
| 8.  | 8 de septiembre de 2018 | MetLife, Nueva York, EEUU             | Estados Unidos  | 1-0      | 2-0       | Amistoso                 |
| 9.  | 26 de marzo de 2019     | Eden Arena, Praga, Chequia            | República Checa | 1-1      | 1-3       | Amistoso                 |
| 10. | 9 de junio de 2019      | Beira-Rio, Porto Alegre, Brasil       | Honduras        | 6-0      | 7-0       | Amistoso                 |
| 11. | 22 de junio de 2019     | Arena Corinthians, Sao Paulo, Brasil  | Perú            | 2-0      | 5-0       | Copa América 2019        |
| 12. | 2 de julio de 2019      | Mineirão, Belo Horizonte, Brasil      | Argentina       | 2-0      | 2-0       | Copa América 2019        |
| 13. | 10 de octubre de 2019   | Nacional, Kallang, Singapur           | Senegal         | 1-0      | 1-1       | Amistoso                 |

## Vida personal
Roberto Firmino es cristiano evangélico, habiéndose bautizado en enero de 2020, en una ceremonia organizada por Alisson Becker y apadrinada por la Iglesia Hillsong. Al año siguiente financió la creación de la Iglesia Manah en Maceió, Alagoas, en la cual fue consagrado como pastor en junio de 2024.

## Estadísticas

### Clubes
Actualizado al último partido disputado el 3 de mayo de 2025.
| Club                               | Div.          | Temporada     | Liga  | Liga  | Liga   | Copas nacionales | Copas nacionales | Copas nacionales | Copas internacionales | Copas internacionales | Copas internacionales | Total | Total | Total  |
| Club                               | Div.          | Temporada     | Part. | Goles | Asist. | Part.            | Goles            | Asist.           | Part.                 | Goles                 | Asist.                | Part. | Goles | Asist. |
| ---------------------------------- | ------------- | ------------- | ----- | ----- | ------ | ---------------- | ---------------- | ---------------- | --------------------- | --------------------- | --------------------- | ----- | ----- | ------ |
| Figueirense F. C. · Brasil         | 2.ª           | 2009          | 2     | 0     | 0      | 0                | 0                | 0                | —                     | —                     | —                     | 2     | 0     | 0      |
| Figueirense F. C. · Brasil         | 2.ª           | 2010          | 36    | 8     | 0      | 0                | 0                | 0                | —                     | —                     | —                     | 36    | 8     | 0      |
| Figueirense F. C. · Brasil         | Total club    | Total club    | 38    | 8     | 0      | 0                | 0                | 0                | 0                     | 0                     | 0                     | 38    | 8     | 0      |
| TSG 1899 Hoffenheim · Alemania     | 1.ª           | 2010-11       | 11    | 3     | 0      | 0                | 0                | 0                | —                     | —                     | —                     | 11    | 3     | 0      |
| TSG 1899 Hoffenheim · Alemania     | 1.ª           | 2011-12       | 30    | 7     | 4      | 3                | 0                | 0                | —                     | —                     | —                     | 33    | 7     | 4      |
| TSG 1899 Hoffenheim · Alemania     | 1.ª           | 2012-13       | 35    | 7     | 4      | 1                | 0                | 0                | —                     | —                     | —                     | 36    | 7     | 4      |
| TSG 1899 Hoffenheim · Alemania     | 1.ª           | 2013-14       | 33    | 16    | 12     | 4                | 6                | 4                | —                     | —                     | —                     | 37    | 22    | 16     |
| TSG 1899 Hoffenheim · Alemania     | 1.ª           | 2014-15       | 33    | 7     | 10     | 3                | 3                | 2                | —                     | —                     | —                     | 36    | 10    | 12     |
| TSG 1899 Hoffenheim · Alemania     | Total club    | Total club    | 142   | 40    | 30     | 11               | 9                | 6                | 0                     | 0                     | 0                     | 153   | 49    | 36     |
| Liverpool F. C. Inglaterra         | 1.ª           | 2015-16       | 31    | 10    | 7      | 5                | 0                | 0                | 13                    | 1                     | 3                     | 49    | 11    | 10     |
| Liverpool F. C. Inglaterra         | 1.ª           | 2016-17       | 35    | 11    | 7      | 6                | 1                | 1                | —                     | —                     | —                     | 41    | 12    | 8      |
| Liverpool F. C. Inglaterra         | 1.ª           | 2017-18       | 37    | 15    | 7      | 2                | 1                | 1                | 15                    | 11                    | 9                     | 54    | 27    | 17     |
| Liverpool F. C. Inglaterra         | 1.ª           | 2018-19       | 34    | 12    | 7      | 2                | 0                | 0                | 12                    | 4                     | 1                     | 48    | 16    | 8      |
| Liverpool F. C. Inglaterra         | 1.ª           | 2019-20       | 38    | 9     | 8      | 3                | 0                | 0                | 11                    | 3                     | 4                     | 52    | 12    | 12     |
| Liverpool F. C. Inglaterra         | 1.ª           | 2020-21       | 36    | 9     | 7      | 3                | 0                | 2                | 9                     | 0                     | 0                     | 48    | 9     | 9      |
| Liverpool F. C. Inglaterra         | 1.ª           | 2021-22       | 20    | 5     | 4      | 8                | 1                | 1                | 7                     | 5                     | 0                     | 35    | 11    | 5      |
| Liverpool F. C. Inglaterra         | 1.ª           | 2022-23       | 25    | 11    | 4      | 2                | 0                | 0                | 8                     | 2                     | 1                     | 35    | 13    | 5      |
| Liverpool F. C. Inglaterra         | Total club    | Total club    | 256   | 82    | 51     | 31               | 3                | 5                | 75                    | 26                    | 20                    | 362   | 111   | 76     |
| Al-Ahli Saudí F. C. Arabia Saudita | 1.ª           | 2023-24       | 32    | 9     | 6      | 2                | 0                | 1                | —                     | —                     | —                     | 34    | 9     | 7      |
| Al-Ahli Saudí F. C. Arabia Saudita | 1.ª           | 2024-25       | 17    | 5     | 3      | 2                | 1                | 0                | 12                    | 6                     | 7                     | 31    | 12    | 10     |
| Al-Ahli Saudí F. C. Arabia Saudita | Total club    | Total club    | 49    | 14    | 9      | 4                | 1                | 1                | 12                    | 6                     | 7                     | 65    | 21    | 17     |
| Total carrera                      | Total carrera | Total carrera | 485   | 144   | 90     | 46               | 13               | 12               | 87                    | 32                    | 27                    | 618   | 189   | 129    |

## Palmarés

### Campeonatos nacionales
| Título           | Club            | País       | Año  |
| ---------------- | --------------- | ---------- | ---- |
| Premier League   | Liverpool F. C. | Inglaterra | 2020 |
| Copa de la Liga  | Liverpool F. C. | Inglaterra | 2022 |
| FA Cup           | Liverpool F. C. | Inglaterra | 2022 |
| Community Shield | Liverpool F. C. | Inglaterra | 2022 |

### Campeonatos internacionales
| Título                       | Club (*)        | Sede     | Año  |
| ---------------------------- | --------------- | -------- | ---- |
| Liga de Campeones de la UEFA | Liverpool F. C. | Madrid   | 2019 |
| Copa América                 | Brasil          | Brasil   | 2019 |
| Supercopa de la UEFA         | Liverpool F. C. | Estambul | 2019 |
| Copa Mundial de Clubes       | Liverpool F. C. | Doha     | 2019 |
| Liga de Campeones de la AFC  | Al-Ahli F. C.   | Yidda    | 2025 |

(*) Incluyendo la selección.

### Distinciones individuales
| Distinción                                                | Año  |
| --------------------------------------------------------- | ---- |
| Samba de Oro                                              | 2018 |
| Equipo de la temporada de la Liga de Campeones de la UEFA | 2018 |
| Nominado al Balón de Oro                                  | 2019 |
| Mejor jugador de Liga de Campeones Élite de la AFC        | 2025 |